# أشانتي غولد
جولد فيلدز هو نادى أساسي في غانا بعد أشانتى كوتوكو، أكرا هارتس أوف أوك ويمثل بلادة قي بطولات أفريقيا للأندية. وأبرز انجازاته حصولة على وصيف دوري أبطال أفريقيا عام 1997.